# Svartsö
Svartsö est une île de l'archipel de Stockholm  en Suède,,.

## Présentation
L'île de Svartsö, située entre Möja et Ljusterö, est l'une des plus grandes îles de cette partie de l'archipel de Stockholm.
Svartsö appartient à la commune de Värmdö et est située au sud-est Ljusterö et au sud d'Ingmarsö.
L'île mesure 8 kilomètres de long et 1,5 kilomètres de large.

## Nature
Svartsö abrite à la fois de grandes forêts, des pâturages et des prairies. Il n'y a pas d'agriculture sur l'île mais le paysage est entretenu par des volontaires et grâce à des prêts de moutons et de vaches. 
La forêt de l'île est assez typique des îles de cette partie de l'archipel composee a à la fois de vieilles forêts d'épicéas et des forêts mixtes plus jeunes. 
Au sol, poussent des myrtilles, des airelles, de la bruyère, du muguet, des orchidées et des champignons.
L'île compre cinq petits lacs, dont le plus grand, Storträsket, a une île appelée Boholmen qui a sa propre histoire. 
C'est à Storträsket que la population de Svartsö s'est enfuie lors des pillages russes de 1719-1721 et qu'elle a enterré ses biens pour les cacher aux Russes. Selon la légende, une malédiction s'abattra sur quiconque tentera de rechercher les biens cachés. Dans les plus grands lacs, on peut apercevoir des castors

## Services
Svartsö compte une quarantaine de résidents permanents et a une école primaire et secondaire, un bureau de poste, une épicerie, une société de systèmes et un représentant de pharmacie ainsi que des restaurants et des hôtels avec des salles de conférence. 
En été, la population permanente s'élève à environ 800 habitants grâce aux nombreuses maisons de vacances que compte l'île. 
Svartsö se compose de chemins de terre et d'un grand nombre de sentiers battus.
L'île est facilement accessible aux personnes en fauteuil roulant et il y a des toilettes pour personnes handicapées à l'hôtel.

## Accès
Depuis Strömkajen : traversier de la compagnie Waxholmsbolaget.
Depuis Slussen: bus 438 en direction de Boda puis traversier depuis Boda Brygga.

## Galerie

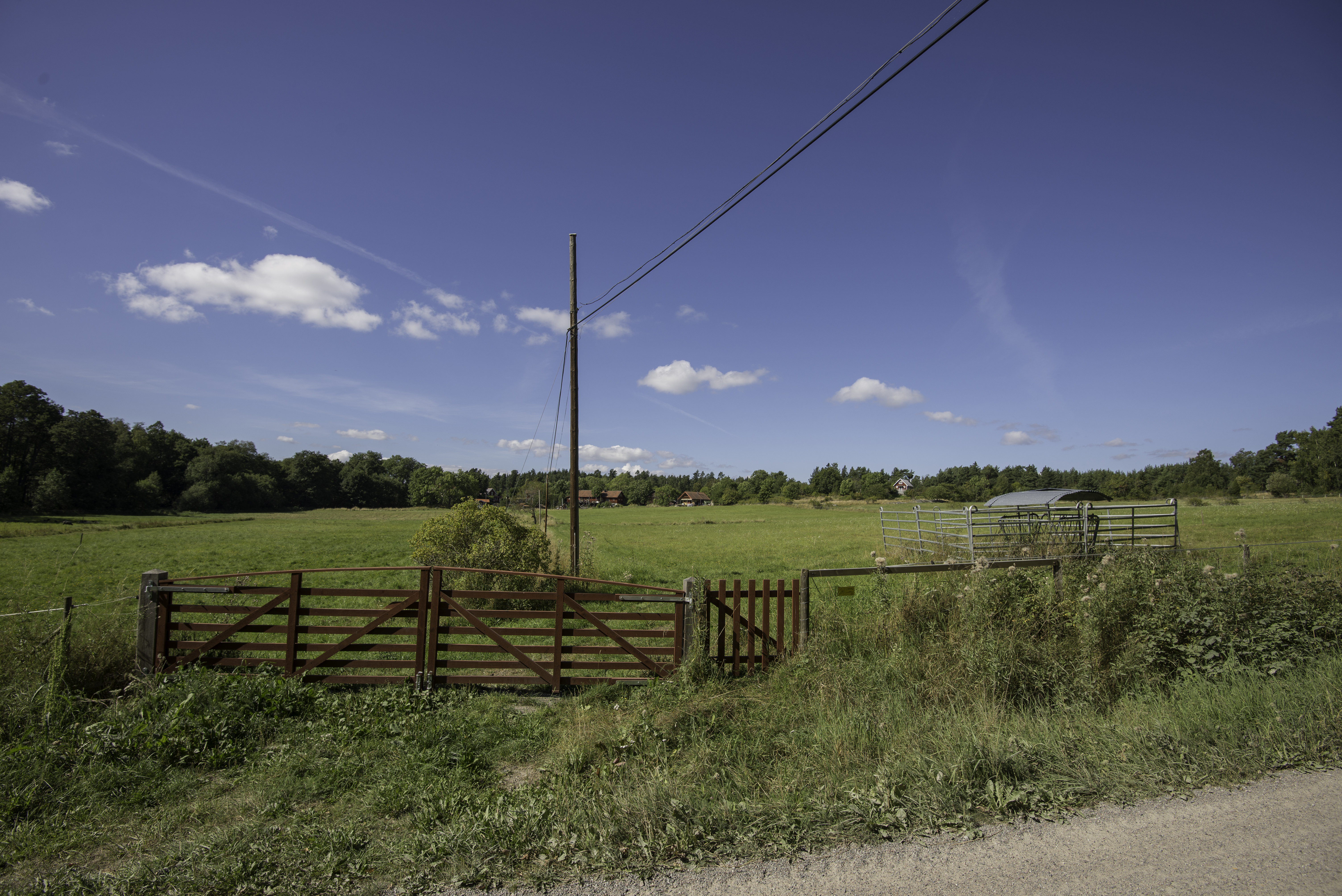
Paysage culturel du sud de Svartsö.
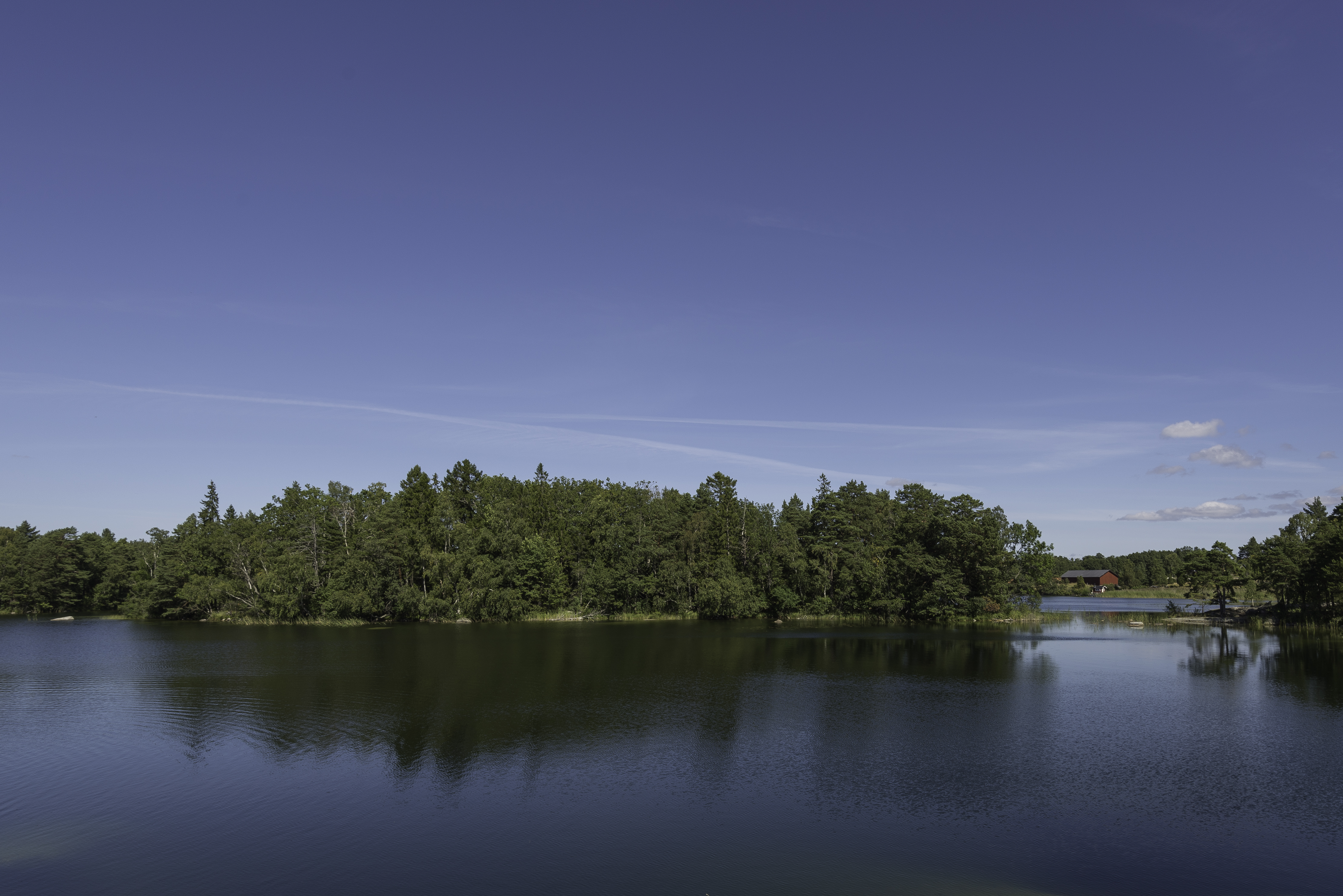
L'île de Boholmen dans le lac Storträsk.